# Josef Klostermann
Josef Klostermann (* 9. August 1950 in Rheine; † 18. Mai 2018 in Krefeld) war ein deutscher Geologe und Klimaforscher und Leiter des Geologischen Dienstes des Landes Nordrhein-Westfalen in Krefeld.

## Leben
Josef Klostermann ging nach dem Abitur zum Studium der Geologie an die Universität Münster und erlangte dort seinen Titel als Diplom-Geologe.
Von 1976 bis 1978 durchlief er den Vorbereitungsdienst für den geologischen Staatsdienst des Landes Nordrhein-Westfalen. Nach Ablegen der Staatsprüfung setzte er seine Laufbahn als Kartierer und in der lagerstättenkundlichen Beratung im geologischen Staatsdienst fort. 1983 wurde er von der Universität Münster promoviert. Als Kartierer wirkte er von 1984 bis 1997 an der Erstellung und Erläuterung der Geologischen Karten von Nordrhein-Westfalen im Maßstab 1:25.000 (GK 25).
Bei Grabungen unter seiner Leitung wurde 1987 in Kervenheim ein sechseinhalb Meter langes Skelett eines Bartenwals aus dem Obermiozän entdeckt, der „Wal von Kervenheim“. Dieses Skelett wurde restauriert und ist im Foyer des Geologischen Dienstes Krefeld ausgestellt.
An der Universität Münster habilitierte sich Klostermann 1991 mit einer Arbeit zur Geologie der Niederrheinischen Bucht. Ab 1998 war er außerplanmäßiger Professor am Geologisch-Paläontologischen Institut. Seine Habilitationsschrift avancierte zum Standardwerk für Geologen, die den Niederrhein erforschen.
2002 übernahm Klostermann die Leitung des Geologischen Dienstes des Landes Nordrhein-Westfalen in Krefeld, den er bis zu seiner Pensionierung im Jahr 2016 leitete. Es gelang ihm, mithilfe von Rohstoffkarten und Abgrabungsmonitoring die Rohstoffsicherung des Landes zu verbessern.
Klostermann war außerdem Vorsitzender des Naturwissenschaftlichen Vereins Krefeld und Schriftleiter der Zeitschrift Natur am Niederrhein.
Josef Klostermann starb nach einer schweren Krankheit und hinterließ eine Frau und eine Tochter.

## Ehrungen
- 1985: Albert-Steeger-Preis (heute LVR-Wissenschaftspreis) für seine besonders qualifizierte wissenschaftliche Arbeit.[8]
- 2010: Festschrift Beiträge zur Geologie und Archäologie des Niederrheins zu Ehren für Prof. Dr. Josef Klostermann zum 60. Geburtstag. Herausgegeben von Stefan Kronsbein, Heinz-Gerd Röhling, Jürgen Schram, Rainer Wolf und Stefan Wohnlich. Kronsbein, Krefeld, ISBN 978-3-510-49216-9.

## Schriften (Auswahl)
- Die Geologie der Venloer Scholle (Niederrhein). Schweizerbart, Stuttgart 1983 (zugleich: Dissertation, Univ. Münster 1983).
- Versuch einer Neugliederung des späten Elster- und des Saale-Glazials der Niederrheinischen Bucht. Schweizerbart, Stuttgart 1985.
- Das Quartär der Niederrheinischen Bucht. Geologisches Landesamt Nordrhein-Westfalen, Krefeld 1992, ISBN 3-86029-925-5.
- Eiszeit im Ruhrgebiet. GeoPark Ruhrgebiet, Essen 2005.
- Das Klima im Eiszeitalter. Schweizerbart, Stuttgart, 2. völlig neu bearbeitete Auflage 2009, ISBN 978-3-510-65248-8.